# استوارت پروسر
استوارت پروسر (انگلیسی: Stewart Prosser؛ زادهٔ ژانویهٔ ۱۹۵۹) موسیقی‌دان و نوازنده ترومپت بریتانیایی است.